# Limbonic Art
Limbonic Art norveški je simfonijski black metal-sastav osnovan 1993. godine u Sandefjordu.

## Povijest

### Počeci,Moon in the ScorpioiIn Abhorrence Dementia(1993. – 1997.)
Sastav je 1993. godine osnovao Vidar "Daemon" Jensen te su, uz njega, postavu grupe izvorno činila dodatna tri člana: basist Erlend Hole, bubnjar Roger Jacobsen i gitarist Roy A. Sørlie. Ova se postava zbog glazbenih razlika ubrzo raspala te je Daemon postao jedini preostali član grupe. Daemon je nastavio rad sastava uz pomoć novopridošlog glazbenika Kristera "Morfeusa" Dreyera. Tijekom ove je postave Daemon bio glavni pjevač, ritam gitarist te pisac tekstova dok je Morfeus bio zadužen za prateće pjevanje, sviranje solo gitare te elektroniku.
Sastav je 1995. godine snimio i objavio svoj prvi demouradak Promo Rehearsal '95. Nakon što je čuo glazbeni materijal sastava, Limbonic Artu je godinu dana kasnije Samoth, član grupe Emperor te predsjednik diskografske kuće Nocturnal Art Productions, ponudio ugovor za snimanje albuma. Nocturnal Art je također u travnju iste godine objavio i drugi demouradak grupe pod nazivom Promo 1996. Diskografska će kuća kasnije objaviti sve studijske albume sastava do njegova raspada.
Ubrzo nakon objave dema, sastav je najavio kako će tijekom iste godine objaviti i svoj debitantski studijski album. Sredinom 1996. godine sastav je objavio svoj debitantski album pod imenom Moon in the Scorpio. Godine 1997. sastav je otišao na turneju zajedno s Emperorom te je objavio svoj drugi studijski album, In Abhorrence Dementia. Sastav je snimio navedeni album u studiju svojega prijatelja u Sandefjordu jer članovi grupe nisu bili zadovoljni atmosferom koja je bila prisutna za vrijeme njihovog rada u prethodnom studiju. Ovo je ujedno bio i posljednji album sastava na kojem je dodatne vokale izvodila Morfeusova tadašnja djevojka Anne "Morgana" Aasebø.

### Epitome of Illusions,Ad Noctum – Dynasty of Death,The Ultimate Death Worshipi raspad (1998. – 2003.)
Zbog velike potražnje za promotivnim demosnimkama, sastav je 1998. godine ponovno snimio dvije pjesme sa svojeg prvog demouratka te ih je objavio na svojem trećem albumu Epitome of Illusions. Godinu dana kasnije grupa je objavila svoj četvrti studijski album Ad Noctum – Dynasty of Death.
Godine 2000. Limbonic Art je objavio svoj prvi box set pod imenom Chronicles of Limbo koji je sadržavao prvi, drugi i četvrti album sastava. Godinu dana kasnije sastav je objavio svoj drugi box set Volume I-IV koji je ovog puta sadržavao sva četiri albuma skupine. Godine 2001. Limbonic Art je također bio jedan od sastava koji je sudjelovao u snimanju obrada pjesama za počasni album grupe Mayhem pod imenom Originators of the Northern Darkness – A Tribute to Mayhem; sastav je obradio pjesmu "De Mysteriis Dom Sathanas".
Godine 2002. sastav je objavio svoj peti album The Ultimate Death Worship na kojem je sudjelovao i gostujući pjevač Atilla Csihar. Godinu dana kasnije Limbonic Art se raspao jer su se članovi htjeli usredotočiti na druge projekte te je službena stranica sastava sadržavala citat: "Smatramo kako smo postigli sve što smo mogli u svojoj suradnji... krug je završen, neka započne novi". Morfeus se koncentrirao na sastav Dimension F3H dok je Daemon sudjelovao u grupi Sarcoma Inc. te je bio pjevač na albumu World ov Worms, debitantskom studijskom albumu Samothovog sastava Zyklon.

### Ponovno okupljanje,Legacy of Evil, Morfeusov odlazak iPhantasmagoria(2004. - danas)
Za vrijeme zime 2005. i proljeća 2006. godine Morfeus i Daemon počeli su raspravljati o ponovnom okupljanju grupe te su se službeno i okupili 6. lipnja 2006. (kako bi dobili kombinaciju 666). Sastav je 2007. godine objavio svoj šesti studijski album Legacy of Evil. Budući da ju je 2009. godine napustio, ovo je posljednji album grupe na kojem je sudjelovao Morfeus.
Sastav je 2010. godine objavio svoj sedmi album Phantasmagoria na kojem je sve pjesme napisao i skladao Daemon, koji je ujedno svirao i sve instrumente na albumu. Limbonic Art do dan danas ostaje jednočlani glazbeni projekt.

## Glazbeni stil
Prema riječima Nocturnal Art Productions, već je prvi demouradak grupe nagovijestio Limbonic Artov budući pristup žanru simfonijskog black metala. Promotivna je kazeta iz 1996. godine, prema riječima same grupe, sadržavala "vrlo lošu i kaotičnu kvalitetu zvuka" jer je bila snimljena u kućnom studiju. Međutim, grupa je napomenula kako vrpca zapravo slušatelju ne bi trebala prikazivati potpuno zvukovlje Limbonic Arta već mu samo dati uvid u ono što može očekivati od grupe. Aedd.Gynvael iz fanzina Mortem Zine komentirao je kako je album In Abhorrence Dementia bio "puno više uznemirujuć" od prvijenca sastava te je na to Morfeus izjavio kako sumnja da bi itko ikad Limbonic Art mogao nazvati duševno zdravim i da je u pitanju vrlo vjerojatno samo prirodni napredak.
Aedd.Gynvael izjavio je kako je album Ad Noctum – Dynasty of Death jedan od najboljih albuma u cijeloj povijesti Limbonic Arta; umjesto izvedbe uobičajenih melankoličnih pjesama baziranih na zvuku klavijatura, sastav je pojačao zvuk gitare te se okrenuo žešćoj glazbenoj izvedbi. Morfeus je izjavio kako je glavni cilj i zadatak sastava bio da tijekom snimanja albuma inkorporira određene razine agresije u glazbu. Aedd.Gynvael također je komentirao kako je "album povukao debelu crtu nakon "dječjih" godina [sastava]" ali da "ipak i dalje nastavlja inspirirati zvuk sastava".
Jason Ankeny, glazbeni kritičar sa stranice AllMusic, u biografiji je sastava izjavio kako je peti album grupe, The Ultimate Death Worship, "divlji". Album sadrži elemente thrash metala i death metala te ga je Aedd.Gynvael opisao kao "najmanje idiomatskim albumom" grupe "zbog manjka klasičnih [glazbenih] elemenata sastava". Morfeus je izjavio kako mu se od svih albuma grupe vrlo vjerojatno najmanje sviđa The Ultimate Death Worship, uglavnom jer nije bio zadovoljan produkcijom. John Serba, Ankenyjev kolega sa stranice Allmusic, komentirao je da je "Emperorov raspad stvorio velik ponor unutar black metal scene" te da uopće nije bilo iznenađujuće da je "Limbonic Art pokušao popuniti tu rupu". Prema njegovim riječima, The Ultimate Death Worship "nudi dosta uvjerljivo čudnog i avangardnog horora da stoji na svojim iskrivljenim nogama s papcima na kraju" te da album predstavlja "ružnu, boginjavu stranu simfonijskog black metala". Također je izjavio da pjesme "Suicide Commando" i "Interstellar Overdrive" "sadrže začudno djelotvorne recitirane interludije te elemente filmske glazbe, pomiješane s blast beatovima i gitarističkim zvukom koji podsjeća na roj skakavaca" te da pjesmu "Towards the Oblivion of Dreams" krasi "labirintski aranžman".
Alex Henderson, glazbeni kritičar sa stranice AllMusic, komentirao je kako je Legacy of Evil, prvi album sastava nakon ponovnog okupljanja, "žešći i snažniji od starijih glazbenih izdanja skupine, ali Limbonic Art i dalje ostaje relevantan unutar žanra simfonijskog black metala; [sastav] još uvijek preferira melodičniji, složeniji i nijansiraniji glazbeni pristup od onoga kojim se koriste žešći black metal sastavi kao što su Marduk i Gorgoroth. [...] Iako je Legacy of Evil pomalo neujednačen, većina [glazbenog] materijala [na albumu] je pristojna -- ne spektakularna, ali je pristojna." Henderson je također napomenuo da zvuk klavijatura na albumu više nije tako istaknut kao na prethodnim albumima sastava.
Henderson je komentirao kako je Phantasmagoria, sedmi studijski album sastava i prvi na kojem je sve pjesme skladao i svirao Daemon, "vrlo vjerojatno najžešći album Limbonic Arta do danas. [...] [Sastav je na albumu] još uvijek melodičan te još uvijek preferira simfonijske elemente, [...] ali nije toliko uglancan kao primjerice Dimmu Borgir ili Cradle of Filth, jer Phantasmagoria teži nijansama i žestokoj energičnosti. Phantasmagoria je, kao i Legacy of Evil, pomalo neujednačena. No većinom vremena disk je privlačan [...] te činjenica što Limbonic Art koristi virtualne bubnjeve ne sprječava grupu pri zadavanju rana i ogrebotina".

## Članovi sastava
| Trenutna postava - Daemon – vokali, gitara, klavijature, programiranje bubnjeva, bas-gitara (1993. – 2003., 2006. - danas) | Bivši članovi - Erlend Hole – bas-gitara (1993.) - Roger Jacobsen – bubnjevi (1993.) - Roy A. Sørlie – gitara (1993.) - Morfeus – vokali, solo gitara, programiranje bubnjeva, klavijature (1993. – 2003., 2006. – 2009.) - Per Eriksen – bubnjevi (1995. – 1996.) |

## Diskografija
Studijski albumi
- Moon in the Scorpio (1996.)
- In Abhorrence Dementia (1997.)
- Epitome of Illusions (1998.)
- Ad Noctum – Dynasty of Death (1999.)
- The Ultimate Death Worship (2002.)
- Legacy of Evil (2007.)
- Phantasmagoria (2010.)
- Spectre Abysm (2017.)
- Opus Daemoniacal (2024.)

Kompilacije
- 1995-1996 (2009.)
- 1996 (2010.)

Box setovi
- Chronicles of Limbo (2000.)
- Volume I-IV (2001.)

Demo uradci
- Promo Rehearsal '95 (1995.)
- Promo 1996 (1996.)